# Dysauxes imperfecta
Dysauxes imperfecta är en fjärilsart som beskrevs av Dahl. 1928. Dysauxes imperfecta ingår i släktet Dysauxes och familjen björnspinnare. Inga underarter finns listade i Catalogue of Life.